# بویکین اسپانیل
بویکین اسپانیل (به انگلیسی: Boykin Spaniel)، نام یکی از نژادهای سگ است که خاستگاه آن به ایالات متحده آمریکا بازمی‌گردد. وزن جنس نر بویکین اسپانیل ۳۰–۴۰ پوند (۱۴–۱۸ کیلوگرم) است و وزن جنس مادهٔ آن ۲۵–۳۵ پوند (۱۱–۱۶ کیلوگرم). قد جنس نر بویکین اسپانیل ۱۵٫۵–۱۸ اینچ (۳۹–۴۶ سانتیمتر) است و قد جنس مادهٔ آن ۱۴–۱۶٫۵ اینچ (۳۶–۴۲ سانتیمتر).